# José Pacheco Pereira
José Álvaro Machado Pacheco Pereira GCL (Porto, Bonfim, 6 de janeiro de 1949) é um professor universitário, historiador  e político português.

## Biografia
José Pacheco Pereira nasceu no Porto, na Rua de Santos Pousada, no seio de uma família de classe média. Neto do pintor Gonçalo Pacheco Pereira, filho de Álvaro Gonçalo de Lima Pacheco Pereira (Porto, Bonfim/Cedofeita, 4 de agosto de 1921 - 5 de maio de 2012), Licenciado em Filosofia pela Faculdade de Letras da Universidade do Porto, que foi docente do ensino superior (ISCTE e UAL) e de História e Filosofia no ensino secundário, e de sua mulher (Porto, Bonfim, Igreja de Nossa Senhora da Conceição, 20 de março de 1948) Maria Celina Machado (Porto, Bonfim, 5 de julho de 1920/1 - Porto, Vitória, 17 de junho de 1996/7), funcionária pública nos Correios, Telégrafos e Telefones (CTT).
É bisneto por bastardia do 5.º Senhor de Aveloso e 5.º Senhor do Préstimo, dos antigos Alcaides-Mores do Castelo de Vila de Rei. Sua avó paterna era espanhola. É irmão de Beatriz Pacheco Pereira e cunhado de Mário Dorminsky, e de Maria Manuela Machado Pacheco Pereira, administrativa. Como antepassado ilustre tem Diogo Lopes Pacheco, um dos assassinos de D. Inês de Castro. Casou no Porto, a 7 de novembro de 1975 com Isabel Maria de Seabra Correia Soares (Ovar, São Vicente de Pereira Jusã, 11 de setembro de 1949), filha de Manuel Correia Soares e de sua mulher Maria Ludovina Godinho de Seabra, da qual teve um único filho, José Gonçalo Soares Pacheco Pereira (Porto, 1985), licenciado em Economia pela Faculdade de Economia da Universidade Nova de Lisboa com um MBA pela Boston University School of Management, casado com Maria João de Sousa Tadeu.
Por volta de 1965 conheceu Eugénio de Andrade, que veio a influenciar bastante a sua formação, dando-lhe a ler e a discutir muitos livros e poemas.
No Liceu Alexandre Herculano, Pacheco Pereira dirigiu o jornal dos estudantes, chamado Prelúdio, fundado por José Augusto Seabra e Manuel Alegre.
Pacheco Pereira iniciou na juventude a sua actividade política, na oposição ao Estado Novo. Zita Seabra afirma que Pacheco Pereira a terá contactado com vista à sua eventual adesão ao Partido Comunista. Esta informação é, no entanto, negada por Pacheco Pereira:
| “ | Talvez o melhor exemplo é uma história retirada do livro da Zita Seabra, que se percebe no contexto, porque era assim que uma comunista do PCP pensava em 1965, — (como é que era possível que alguém conhecesse Marx e não quisesse fazer parte do glorioso partido da classe operária?), — mas que contém suficientes incongruências cronológicas para não ser tomada a sério. Aliás, já a desmenti várias vezes, inclusive numa entrevista recente ao "i", mas lá está na minha «biografia» da Wikipedia e um pouco por todo o lado. Só quem não viveu aqueles tempos é que pode pensar que os mais de seis anos passados entre o princípio da história e o seu fim não fossem seis séculos em que tudo mudou e tudo estava mudado. | ” |

Viria a aderir ao PCP (m-l) em 1972, de inspiração maoísta, fundando a Secção Norte desse mesmo partido. Já publicara então o seu primeiro livro, As lutas operárias contra a carestia de vida em Portugal: a greve geral de Novembro de 1918, editado em 1971. Este livro seria apreendido e proibido de circular pela PIDE, a qual, pouco depois, instaurou um processo ao autor, sob a direção do inspetor António Rosa Casaco. Após uma rusga da PIDE à sua casa, a 30 de abril de 1973, viveu na clandestinidade, da qual só sairia completamente após o golpe de 11 de março de 1975.
Licenciou-se em Filosofia pela Faculdade de Letras da Universidade do Porto em 1978. Já tinha aí obtido o bacharelato em 1971.
Iniciou então a sua carreira como professor do ensino secundário, que acumularia com uma intensa colaboração nos meios de comunicação social. Posteriormente, viria a lecionar também na Universidade Autónoma de Lisboa e no ISCTE — Instituto Universitário de Lisboa.
Pacheco Pereira recolheu, classificou, organizou e estudou de forma sistemática documentação sobre a vida política portuguesa, tendo lançado a revista Estudos sobre o comunismo: Boletim de estudos interdisciplinares sobre o comunismo e os movimentos comunistas (inspirada pela revista Communisme, de Annie Kriegel e Stéphane Courtois) em 1983. Foi director da revista, de cujo conselho de redacção faziam parte, para além do próprio Pacheco Pereira, Fernando Rosas, Rogério Rodrigues, Maria Goretti Matias, António Moreira, José Alexandre Magro («Ramiro da Costa») e Manuel Sertório. Com João Carlos Espada e Manuel Villaverde Cabral, fundou em 1984 o Clube da Esquerda Liberal.
Em 1986 apoiou activamente a primeira eleição presidencial de Mário Soares. Foi deputado pelo Partido Social Democrata durante quatro legislaturas (1987–1991, 1991–1995, 1995–1999 e 2009–2011), tendo sido eleito da primeira vez como independente, pois só se filiaria no PSD em 1988. Acabaria por ser líder parlamentar e presidente da comissão política distrital de Lisboa deste partido. Foi membro da Delegação da Assembleia da República à Assembleia da NATO e Presidente do Subcomité da Europa de Leste e da ex-URSS da Comissão Política da Assembleia do Atlântico Norte. Foi também Vice-Presidente do Instituto Luso-Árabe para a Cooperação.[carece de fontes?]
Já em 1995 seria o cabeça de lista do PSD pelo círculo eleitoral de Aveiro, nas eleições legislativas que culminaram na vitória do Partido Socialista, então dirigido por António Guterres. Pacheco Pereira enfrentou nessa eleição, entre outros, Paulo Portas e Carlos Candal. A disputa desse círculo foi uma das mais polémicas, sendo a razão dessa polémica o Breve manifesto anti-Portas em português suave, da autoria de Carlos Candal. Em 2002, foi cabeça de lista pelo círculo eleitoral do Porto, nas eleições legislativas que culminaram com a vitória do Partido Social Democrata, então dirigido por Durão Barroso. Contudo, por ser na altura deputado europeu, não assumiu o cargo de deputado na Assembleia da República. Foi Vice-Presidente do Parlamento Europeu entre 1999 e 2004.
Em 2004 foi nomeado embaixador de Portugal na UNESCO. Um mês após a divulgação de que iria ocupar este cargo, quando se soube que Santana Lopes iria substituir Durão Barroso como primeiro-ministro, demitiu-se por não querer ficar na dependência funcional de um governo que pretendia criticar. Voltou a ser eleito deputado (pelo PSD, como cabeça de lista por Santarém) nas eleições legislativas de 2009.
Foi um dos principais signatários do Manifesto em Defesa da Língua Portuguesa Contra o Acordo Ortográfico de 1990, petição on-line que, entre Maio de 2008 (data do início) e Maio de 2009 (data da apreciação pelo Parlamento), recolheu mais de 115 mil assinaturas válidas.
É colaborador regular da imprensa escrita. Actualmente é cronista do jornal "Público" e da revista "Sábado", tendo sido no passado colaborador do "Semanário" e do "Diário de Notícias". Também é comentador político na televisão, nomeadamente na Circulatura do Quadrado na TVI24 (até janeiro de 2019 num programa semelhante, Quadratura do Círculo, na SIC Notícias, programa que por sua vez sucedeu ao Flashback da TSF) tendo na década de 1990 participado no programa Viva a Liberdade! da SIC, juntamente com Miguel Sousa Tavares e António Barreto. Também participou, em 2008, no programa Minuto a minuto, do Rádio Clube e faz actualmente o programa Ponto/Contraponto na SIC Notícias, um programa de comentários sobre comunicação social, media, jornais, rádios, blogues, livros e televisão. Na blogosfera, assina os blogues Abrupto, Estudos sobre o Comunismo e Ephemera.
A 9 de junho de 2005 foi agraciado com a Grã-Cruz da Ordem da Liberdade pelo então Presidente da República Jorge Sampaio.
Desde 2013, é sócio correspondente da Classe de Letras da Academia das Ciências de Lisboa (3.ª Secção - Filosofia, Psicologia e Ciências da Educação).
Reside na Marmeleira, em Rio Maior.

## Ephemera, biblioteca e arquivo
A sua biblioteca instalada desde 2003 na Marmeleira, com cerca de 110 000 títulos, é possivelmente a maior biblioteca privada portuguesa. Foi criada uma associação entre abril e maio de 2017 com 120 associados. Pacheco Pereira está a estudar a possibilidade de a converter numa fundação.
Em 2017 lançou o site Ephemera, que pretende ajudar a difundir o seu arquivo — no site aparece uma história do arquivo, as suas raízes na biblioteca da família Pacheco Pereira, uma descrição dos principais fundos e colecções, eventos, trabalhos de investigação, exposições e publicações.
Exemplos de materiais recebidos:
- Papéis de Sá-Carneiro deixados à sua secretária;
- Mobília de Vítor Crespo, antigo presidente da Assembleia da República.

Uma da mais recentes conquistas é um armazém no Parque Empresarial Baía do Tejo, no Barreiro, com espaço para organizar o arquivo.
Associado ao arquivo e biblioteca são dinamizados exposições, conferências e livros.

## Obras

### Obras de Pacheco Pereira
- As lutas operárias contra a carestia de vida em Portugal: a greve geral de Novembro de 1918 (Portucalense Editora, 1971);[25]
- Conflitos sociais nos campos do sul de Portugal (Publicações Europa-América, 1983);
- 1984: a esquerda face ao totalitarismo, com João Carlos Espada (Moraes, 1984);
- A sombra: estudo sobre a clandestinidade comunista (Gradiva, 1993);
- O nome e a coisa: textos dos anos 1980 e 90 (Editorial Notícias, 1997);
- Desesperada Esperança e outros textos (Editorial Notícias, 1999);
- Álvaro Cunhal, Uma Biografia Política. Vol. I: Daniel, O Jovem Revolucionário (1913–1941) (Círculo de Leitores, 1999);
- Álvaro Cunhal, Uma Biografia Política. Vol. II: Duarte, O Dirigente Clandestino (1941–1949) (Círculo de Leitores, 2001);
- Vai pensamento: ensaios e outros textos (Quetzal, 2002);
- Álvaro Cunhal, Uma Biografia Política. Vol. III: O Prisioneiro (1949–1960) (Círculo de Leitores, 2005);
- Quod Erat Demonstrandum — Diário das Presidenciais (Julho 2005 – Janeiro 2006) (Alêtheia, 2006);
- Portugal: Identificação de um país, com Maria Filomena Mónica, Miguel Portas, Boaventura Sousa Santos e Fátima Campos Ferreira (Relógio d'Água, 2007);
- O paradoxo do ornitorrinco (Alêtheia, 2007);
- "O um dividiu-se em dois": Origens e enquadramento internacional dos movimentos pró-chineses e albaneses nos países ocidentais e em Portugal (1960–1965) (Alêtheia, 2008);
- As Armas de Papel. Publicações periódicas clandestinas e do exílio ligadas a movimentos radicais de esquerda cultural e política (1963–1974) (Temas e Debates / Círculo de Leitores, 2013);
- Crónicas dos dias do lixo (Temas e Debates / Círculo de Leitores, 2013);
- Álvaro Cunhal, Uma Biografia Política. Vol. IV: O secretário-geral (Círculo de Leitores, 2015).

### Livros de outros autores preparados para publicação por Pacheco Pereira
- Questões sobre o movimento operário português e a revolução russa de 1917 (Portucalense Editora, 1971);
- A situação política de Portugal vista pelo movimento marxista-leninista internacional (Edições RÉS, 1975);
- Sem independência nacional, um povo nada terá: Textos e artigos de marxistas-leninistas sobre a luta pela independência (Edições RÉS, 1975);
- A salvação da República pela intervenção militar interna, de A. M. Strecht de Vasconcelos (Edições Afrontamento, 1978);[26]
- Notícias históricas do concelho e vila de Boticas, de L. de Figueiredo da Guerra (Câmara Municipal de Boticas, 1982).

### Livros prefaciados por José Pacheco Pereira
- Mil novecentos e oitenta e quatro, de George Orwell (Moraes, 1984);
- O livro negro do Comunismo: crimes, terror e repressão, de Stéphane Courtois et al. (Quetzal, 1998);
- O poder visto do Porto e o Porto visto do poder, de Carlos Magno (Dividendo, 1998);
- O arquivo Mitrokhine: o KGB na Europa e no Ocidente, de Christopher Andrew e Vasili Mitrokhine (Dom Quixote, 2000);
- Lamentações de Jeremias: Senhor, terá acabado a história? (Três Sinais, 2001);
- A política: in situ, de Rui Rio (Porto Editora, 2002);
- Confidencial: A década de Sampaio em Belém, de João Gabriel (Prime Books, 2007);
- Manifesto do Partido Comunista — Manuscritos económicos-filosóficos de 1844 — O Capital (edição popular), de Karl Marx (Prisa Innova, 2008);
- Em Defesa da Independência Nacional, de João Ferreira do Amaral (Lua de Papel, 2014);
- Quem disse que era fácil?: Os caminhos de António Costa para chegar ao poder, de Bernardo Ferrão e Ana Cristina Figueiredo (Livros d'Hoje, 2015).

### Obras colectivas com artigos de Pacheco Pereira
- «Maio e a crise da civilização burguesa» de António José Saraiva: Textos polémicos, organizado por Zeferino Coelho (J. da Cruz Santos, 1973);[27]
- A agricultura latifundiária na Península Ibérica, coordenado por Afonso de Barros (Fundação Calouste Gulbenkian, 1980);[28]
- O século XIX em Portugal, coordenado por Jaime Reis, Maria Filomena Mónica e Maria de Lurdes Lima dos Santos (Gabinete de Investigações Sociais, 1981);[29]
- O fascismo em Portugal: actas do Colóquio realizado na Faculdade de Letras de Lisboa, coordenado por António Costa Pinto (A Regra do Jogo, 1982);[30]
- Utopie et socialisme au Portugal au XIX siècle (Fundação Calouste Gulbenkian, 1982);[31]
- Les campagnes portugaises de 1870 à 1930 : image et realité (Fundação Calouste Gulbenkian, 1985);[32]
- Communist parties in Western Europe: decline or adaptation?, coordenado por Michael Waller e Meindert Fennema (Blackwell, 1988);[33]
- Portugal: o sistema político e constitucional: 1974–1987, coordenado por Mário Baptista Coelho (Instituto de Ciências Sociais, 1989);[34]
- O Mundo depois da guerra do Iraque [textos e entrevistas] (Relógio d'Água, 2003).[35]

### Traduções
- Da prática — De onde vêm as ideias justas, de Mao Tsé-Tung, com Maria Helena Cunha (Livraria Júlio Brandão, 1971);
- Questões do Leninismo, de Estaline, com Maria Helena Cunha (Livraria Júlio Brandão, 1972);[36]
- O materialismo dialéctico — O materialismo histórico, de Estaline, com Maria Helena Cunha (Livraria Júlio Brandão, 1972);[36]
- O leninismo e a libertação dos povos oprimidos e outros textos, de Ho Chi Minh, com Maria Helena Cunha (Livraria Júlio Brandão).[36]

### Livros
- Avillez, M. J., Soares — Democracia, Público, 1996
- Seabra, Z., Foi Assim, Lisboa: Alêtheia, 2007
- Cavaco Silva, A., Autobiografia Política II: Os anos de governo em maioria, Lisboa: Temas e Debates, 2004
- Silva, Germano e Duarte, L. M. (eds.), Dicionário de Personalidades Portuenses do Século 20, Porto: Porto Editora, 2001

### Artigos
- Entrevista feita por Márcia Galrão e Francisco Teixeira, Diário Económico, 9 de Maio de 2008
- Pereira, J. Pacheco, Adeus, suplemento Mil Folhas do Jornal Público, 25 de Junho de 2005
- «Entrevista feita por Anabela Mota Ribeiro». , Selecções do Reader's Digest, Dezembro de 2004
- Entrevista feita por António José Teixeira e João Paulo Dias, Diário Económico, 24 de Agosto de 2007
- São José Almeida, Um homem cercado de livros, Suplemento P2 do jornal Público de 6 de Maio de 2009, pp. 4–5
- «Entrevista feita por Maria João Avillez». , Público, 1994 (via Centro de Documentação 25 de Abril)
- Filipe Avillez, Bento XVI: Cinco anos sem descanso, Rádio Renascença, 19 de Abril de 2010
- José Pacheco Pereira (18 de Julho de 2010). «Cadernos Vanguarda». Ephemera. Consultado em 13 de Dezembro de 2012
- José Pacheco Pereira (10 de Fevereiro de 2012). «Estudos sobre o Comunismo – Terceira Série». Estudos sobre o Comunismo.wordpress.com. Consultado em 11 de Fevereiro de 2012
- Nuno Ramos de Almeida (2 de Julho de 2011). «Pacheco Pereira "Reuni muitas vezes com um capuz enfiado na cabeça"». i. Consultado em 12 de Dezembro de 2011. Arquivado do original em 3 de setembro de 2011
- Maria de Lurdes Lopes (4 de Maio de 2012). «Pacheco Pereira diz que a sua biblioteca "não pode continuar privada"». Jornal Público. Consultado em 11 de Maio de 2012[ligação inativa]
- Ana Sousa Dias (1 de Julho de 2013). «José Pacheco Pereira: O bruto afetivo». LER (126): 22–33 e 92–93